# صالح صفير (بربرود الغربي)
صالح صفیر (بالفارسية: صالح صغیر) هي قرية تقع في إيران في قسم بربرود الغربي الریفي. يقدر عدد سكانها بـ 75 نسمة بحسب إحصاء 2016.